# الاجرد الاسفل (السوادية)

تعديل مصدري - تعديل

الاجرد الاسفل هي إحدى قرى عزلة ال حسن بمديرية السوادية التابعة لمحافظة البيضاء، بلغ تعداد سكانها 168 نسمة حسب تعداد اليمن لعام 2004.